# Daytime Emmy Awards 2003
La cerimonia della 30ª edizione dei Daytime Emmy Awards (30th Daytime Emmy Awards) si è tenuta al Radio City Music Hall di New York il 16 maggio 2003 e ha premiato i migliori programmi e personaggi televisivi del 2002.
I relativi Creative Arts Emmy Awards sono stati consegnati il 10 maggio.

## Daytime Emmy Awards

### Migliore serie drammatica
- Così gira il mondo
- Beautiful
- Febbre d'amore
- Port Charles

### Migliore attore in una serie drammatica
- Maurice Benard (Sonny Corinthos) – General Hospital
- Grant Aleksander (Phillip Spaulding) – Sentieri
- Doug Davidson (Paul Williams) – Febbre d'amore
- Anthony Geary (Luke Spencer) – General Hospital
- Ricky Paull Goldin (Gus Aitoro) – Sentieri
- Thorsten Kaye (Ian Thornhart) – Port Charles

### Migliore attrice in una serie drammatica
- Susan Flannery (Stephanie Douglas Forrester) – Beautiful
- Eileen Davidson (Ashley Abbott Carlton) – Febbre d'amore
- Nancy Lee Grahn (Alexis Davis) – General Hospital
- Michelle Stafford (Phyllis Summers Abbott) – Febbre d'amore
- Kim Zimmer (Reva Shayne Lewis) – Sentieri

### Migliore attore non protagonista in una serie drammatica
- Benjamin Hendrickson (Hal Munson) – Così gira il mondo
- Josh Duhamel (Leo DuPres) – La valle dei pini
- Christian LeBlanc (Michael Baldwin) – Febbre d'amore
- Ron Raines (Alan Spaulding) – Sentieri
- Paul Anthony Stewart (Danny Santos) – Sentieri

### Migliore attrice non protagonista in una serie drammatica
- Vanessa Marcil (Brenda Barrett) – General Hospital
- Rebecca Budig (Greenlee Smythe) – La valle dei pini
- Robin Christopher (Skye Chandler) – General Hospital
- Linda Dano (Rae Cummings) – Una vita da vivere
- Cady McClain (Rosanna Cabot) – Così gira il mondo
- Kelly Monaco (Livvie Locke/Tess Ramsey) – Port Charles

### Migliore attore giovane in una serie drammatica
- Jordi Vilasuso (Tony Santos) – Sentieri
- Chad Brannon (Zander Smith) – General Hospital
- David Lago (Raul Guittierez) – Febbre d'amore
- Kyle Lowder (Brady Black) – Il tempo della nostra vita
- Aiden Turner (Aidan Devane) – La valle dei pini

### Migliore attrice giovane in una serie drammatica
- Jennifer Finnigan (Bridget Forrester) – Beautiful
- Adrienne Frantz (Amber Moore) – Beautiful
- Lindsey McKeon (Marah Lewis) – Sentieri
- Erin Hershey Presley (Alison Barrington) – Port Charles
- Alicia Leigh Willis (Courtney Matthews) – General Hospital

### Migliore team di sceneggiatori di una serie drammatica
- General Hospital
- Beautiful
- Così gira il mondo
- Febbre d'amore
- Passions
- Sentieri
- La valle dei pini

### Migliore team di registi di una serie drammatica
- La valle dei pini
- Così gira il mondo
- Passions
- Il tempo della nostra vita